# Jörg Haustein
Jörg Haustein (* 11. Dezember 1957 in Ratingen bei Düsseldorf; † 13. November 2004 in Bonn) war ein deutscher evangelischer Theologe und Universitätsprofessor. Er lehrte unter anderem an der Universität des Saarlandes und an der Universität Bonn.

## Leben
Jörg Haustein studierte evangelische Theologie in Bonn und an der Universität Kiel und promovierte 1988 mit der Arbeit „Martin Luthers Stellung zum Zauberer- und Hexenwesen“, die 1990 in der Reihe „Münchener kirchenhistorische Studien“ erschien. Er nahm anschließend eine Stelle als Wissenschaftlicher Referent am Konfessionskundlichen Institut des Evangelischen Bundes an, wo er bis 1999 beschäftigt war, zuletzt als Leiter des Instituts und Direktor des Evangelischen Bundes. 1995 habilitierte er sich im Fach Kirchengeschichte an der Universität Kiel.
Nach der Pensionierung Friedrich Wilhelm Kantzenbachs bewarb sich Haustein auf dessen Stelle als Professor für Kirchengeschichte in der Fachrichtung Evangelische Theologie an der Universität des Saarlandes. Nachdem er mehrere Semester einen Lehrauftrag an der Universität des Saarlandes wahrgenommen hatte, wurde er 2000 Professor für Historische Theologie. Er blieb jedoch nur ein Jahr im Saarland und wechselte schließlich 2001 an die Universität Bonn, wo er bis zu seinem plötzlichen Tod am 13. November 2004 Professor für Kirchengeschichte war. Er wohnte zuletzt in Bad Honnef und wurde hier auf dem Neuen Friedhof beigesetzt.

## Werke
Ganzschriften
- Martin Luthers Stellung zum Zauber- und Hexenwesen. Kohlhammer, Stuttgart/Berlin/Köln 1990 (Münchener kirchenhistorische Studien Bd. 2), ISBN 978-3-17-010769-4 (Dissertation).
- Liberal-katholische Publizistik im späten Kaiserreich. „Das Neue Jahrhundert“ und die Krausgesellschaft. Vandenhoeck und Ruprecht 2001, Göttingen (Forschungen zur Kirchen- und Dogmengeschichte 80), ISBN 978-3-525-55188-2 (Habilitationsschrift).

Herausgeberschaften
- Kirche an der Grenze. Festgabe für Gottfried Maron zum 65. Geburtstag. Zusammen mit Gerhard Philipp Wolf. Darmstadt: Bogen Verlag 1993. ISBN 978-3-920606-07-1
- Philipp Melanchthon. Ein Wegbereiter für die Ökumene (Bensheimer Hefte 82), 1. Aufl. Göttingen: Vandenhoeck und Ruprecht 1997. 2. Aufl. Göttingen: Vandenhoeck und Ruprecht 1997. ISBN 978-3-525-87171-3
- Reformation und Katholizismus: Beiträge zu Geschichte, Leben und Verhältnis der Konfessionen. Festschrift für Gottfried Maron zum 75. Geburtstag. Zusammen mit Harry Oelke. Hannover: LVH 2003. ISBN 978-3-7859-0887-7

Aufsätze
- Minderheit in der Kirche – Kirche als Minderheit. Kirchengeschichtliche Einordnung des Opus Dei. In: Kirche an der Grenze. Festgabe für Gottfried Maron zum 65. Geburtstag. Darmstadt 1993, S. 159–180
- Bibelauslegung und Bibelkritik. Ansätze zur Überwindung der Hexenverfolgung. In: Sönke Lorenz / Dieter R. Bauer (Hg.): Das Ende der Hexenverfolgung. Stuttgart 1995, S. 249–267
- Melanchthon und die katholische Kirche. In: Jörg Haustein (Hg.): Philipp Melanchthon. Ein Wegbereiter für die Ökumene (Bensheimer Hefte 82)
- Der „Ansbacher Ratschlag“. In: Helmut Edelmann u. a. (Hg.): Nation im Widerspruch. Aspekte und Perspektiven aus lutherischer Sicht heute. Gütersloh 1999.
- Zwischen Aberglaube und Wissenschaft: Zauberei und Hexen in der Sicht Martin Luthers. In: Rosemarie Knape (Hrsg.): Martin Luther und der Bergbau im Mansfelder Land. Stiftung Luthergedenkstätten in Sachsen-Anhalt, Lutherstadt Eisleben 2000, ISBN 3-9806328-7-3, S. 327–337.
- Das Christentum und die Magie der Zahlen: "runde" Jubiläen und die vermeintliche Angst vor der "Tausend". In: Walter Fleischmann-Bisten (Hg.): Das Jahr 2000, Göttingen 1999 (Bensheimer Hefte 91), S. 19–37
- Religionsfreiheit im lateinischen Westen – Das Edikt von Nantes und seine Folgen. In: Günter Frank / Jörg Haustein / Albert de Lande (Hg.): Asyl, Toleranz und Religionsfreiheit. Historische Erfahrungen und aktuelle Herausforderungen. Göttingen 2000 (Bensheimer Hefte 95). S. 101–120
- Das Papstamt aus der Sicht der Reformatoren. In: Walter Fleischmann-Bisten (Hg.): Papstamt – Pro und Contra. Göttingen 2001 (Bensheimer Hefte 97), S. 39–64
- Ökumene im Jahr 2001 – Zustand und Zukunft. In: Theologische Beiträge 32 2001. S. 258–273
- Das Verhältnis der Konfessionen um die Mitte des 16. Jahrhunderts. Ein europäischer Vergleich. In: Winfried Becker (Hrsg.): Der Passauer Vertrag von 1552. Neustadt an der Aisch 2003 (Einzelarbeiten aus der Kirchengeschichte Bayerns 80), S. 151–165.
- Konfessionalität und Union im Horizont des Europäischen Einigungsprozesses. Perspektiven europäischer Gestaltung. In: Lena Lybaek / Konrad Raiser / Stefanie Schardien (Hg.): Gemeinschaft der Kirchen und gesellschaftliche Verantwortung. Festschrift für Erich Geldbach. Münster 2004 (Ökumenische Studien 30). S. 179–191